# منتخب الجزائر لكرة الصالات
منتخب الجزائر لكرة القدم الخماسية هو الفريق الذي يمثل الجزائر في منافسات كرة القدم الخماسية العالمية والإفريقية، يلقب الفريق ب«محاربي الصحراء». وتشرف عليه الاتحادية الجزائرية لكرة القدم.

## وصلات خارجية
- الموقع الرسمي الاتحادية الجزائرية لكرة القدم
- الترتيب العالمي كرة القدم الخماسية